# آلبرت هالگرود
آلبرت هالگرود (انگلیسی: Albert Helgerud; ۱۶ سپتامبر ۱۸۷۶ – ۲۵ مهٔ ۱۹۵۴) تیرانداز اهل نروژ بود.
وی در مسابقات کشوری و بین‌المللی در مجموع برندهٔ ۲ مدال طلا، ۴ مدال نقره، ۲ مدال برنز شده‌است.